# ゲフェン・プリモ
ゲフェン・プリモ（Gefen Primo 2000年3月26日- ）はイスラエル出身の柔道選手。階級は52kg級。

## 経歴
2017年のヨーロッパカデで2位、ヨーロッパジュニアで3位、ヨーロッパユースオリンピックフェスティバルでは優勝した。2018年に地元で開催されたヨーロッパ選手権では3位になったが、世界選手権では7位だった。世界ジュニアでは決勝で武田亮子に合技で敗れた。2019年のグランプリ・モントリオールでIJFワールド柔道ツアー初優勝を飾った。2021年のヨーロッパ選手権で3位になると、世界選手権では準々決勝でスイスのファビエンヌ・コッハーに敗れるも、その後の敗者復活戦を勝ち上がって3位になった。東京オリンピックにはギリ・コーヘンがいたため出場できなかった。グランドスラム・パリでは優勝した。2022年の世界選手権では5位になった。2023年の世界選手権では7位だったが、グランドスラム・ウランバートルで優勝した。2024年のパリオリンピックでは7位だった。
IJF世界ランキングは3608ポイント獲得で15位(25/3/17現在)。

## 主な戦績
- 2017年 - ヨーロッパカデ　2位
- 2017年 - ヨーロッパユースオリンピックフェスティバル　優勝
- 2017年 - ヨーロッパジュニア　3位
- 2018年 - グランプリ・アガディール　3位
- 2018年 - ヨーロッパ選手権　3位
- 2018年 - 世界選手権　7位
- 2018年 - 世界ジュニア　2位
- 2019年 - グランプリ・マラケシュ　3位
- 2019年 - グランプリ・モントリオール　優勝
- 2019年 - グランプリ・タシュケント　3位
- 2021年 - ヨーロッパ選手権　3位
- 2021年 - 世界選手権　3位
- 2021年 -　グランドスラム・パリ　優勝
- 2021年 -　グランドスラム・アブダビ 3位
- 2022年 -　グランドスラム・ブダペスト 3位
- 2022年 -　グランプリ・ザグレブ　3位
- 2022年 - 世界選手権　5位
- 2022年 -　グランドスラム・アブダビ　3位
- 2023年 -　グランドスラム・パリ　3位
- 2023年 -　世界選手権　7位
- 2023年 -　グランドスラム・ウランバートル　優勝
- 2023年 -　グランドスラム・東京　3位
- 2024年 - グランドスラム・アスタナ　優勝
- 2024年 - パリオリンピック　7位
- 2025年 -　グランドスラム・トビリシ　2位

(出典、JudoInside.com)